# Caroline Bergvall
Caroline Bergvall, née à Hambourg en 1962, est une poète, artiste audio-visuelle, directrice de publication et professeur d'université franco-norvégienne, et enseignante à l'université de Southampton.

## Biographie
Caroline Bergvall est née d'une mère française et d'un père norvégien. Elle grandit en Suisse, en France et en Norvège. Elle étudie à l'université Sorbonne-Nouvelle, à l'université de Warwick où elle obtient un Master of Philosophy, puis au Dartington College of Arts (en) où elle décroche son doctorat,,.
Caroline Bergvall a enseigné auprès de l'université de Cardiff, l'université Temple, le Bard College, avant d'entrer à l'université de Southampton,.
Caroline Bergvall produit des recueils de poésie, des spectacles audio-visuels et des installations. Elle a exposé au Museum of Modern Art (New York), à la Dia Art Foundation (New York), au Tate Modern (Londres), au Musée d'art contemporain d'Anvers,.
Son œuvre est hybride, mêlant numérique, vidéo, musique, déclamations, danse… Ses thématiques sont diverses : questions d'appartenance culturelle, le genre et la politique sexuelle, le rôle de l'artiste et de l'art, la poétique multilingue et l'impact des nouveaux médias pour l'écriture.

## Œuvres

### Recueil de poèmes
- Strange Passage : A Choral Poem, Cambridge, Cambridgeshire ( Royaume-Uni), Equipage, 1993, 28 p. (OCLC 877131772),
- Eclat Sites 1-10, Lowestoft, Suffolk ( Royaume-Uni), Sound & Language, 1996, 58 p. (ISBN 9781899100064),
- Goan Atom : 1. jets-poupee, Cambridge (Royaume-Uni), REM Press, 1999, 41 p. (ISBN 9781901361070, OCLC 47634688),
- Goan Atom : 1. doll, San Francisco, Californie, Krupskaya, 2001, 77 p. (ISBN 9781928650089, OCLC 47997841),
- 8 figs, Cambridge (Royaume-Uni), Equipage, 2004, 48 p. (ISBN 9781900968867, OCLC 63675372),
- Fig : Goan Atom 2, Cambridge (Royaume-Uni), Salt Modern Poets, coll. « Salt Modern Poets », 2005, 148 p. (ISBN 9781844710928, OCLC 1040385003),
- Plessjør, Oslo, Norvège, H Press, 2008, 36 p. (ISBN 9788292532188, OCLC 449200028),
- Meddle English : New and Selected Texts, Callicoon, état de New York, Nightboat Books (réimpr. 2013) (1re éd. 2010), 180 p. (ISBN 9780982264584, OCLC 1077880333, lire en ligne),
- Drift, Brooklyn, état de New York, Nightboat Books, 1er mai 2014, 196 p. (ISBN 9781937658205, lire en ligne),
- Alisoun Sings, New York, Nighboat Books, 19 novembre 2019, 134 p. (ISBN 9781643620015),

### Articles
- « The Hungry Form (G.eek Mix) », PAJ: A Journal of Performance and Art, vol. 21, no 1,‎ janvier 1999, p. 112-116 (5 pages) (lire en ligne )
- « The Not Tale (Funeral) », Poetry, vol. 194, no 4,‎ juillet - août 1999, p. 332-333 (2 pages) (lire en ligne ),
- « The Fried Tale (London Zoo) », Bomb, no 113,‎ 2010, p. 26-30 (5 pages) (lire en ligne ),
- « Drawings from 21 Love Poems », Bomb, no 113,‎ 2010, p. 24-25 (2 pages) (lire en ligne ),
- « Aria for Woven Voice », PAJ: A Journal of Performance and Art, vol. 36, no 2,‎ 2014, p. 18-21 (4 pages) (lire en ligne ),
- « From "DRIFT" », Poetry, vol. 204, no 2,‎ mai 2014, p. 98-111 (14 pages) (lire en ligne ),

### Œuvres sonores et audiovisuelles
- Caroline Bergvall: Ghost Pieces: Four Language-Based Installations, éd. John Hansard Gallery, 2012,
- Cropper, éd. Torque Press , 2008,
- Plessjør, éd. H Press, 2008
- Via, éd. Contemporary Poetics Research Centre, 2005[5]

### Traduction
- Nicole Brossard (trad. du français par Caroline Bergvall), Typhon Dru, Londres, Reality Street Editions, 1997, 44 p. (ISBN 9781874400110, OCLC 39112514),

### Directrice de publication
- Caroline Bergvall (dir.), Laynie Browne (dir.), Teresa Carmody (dir.) et Vanessa Place, I'll Drown My Book : Conceptual Writing By Women, Los Angeles, Californie, Les Figues Press, 2012, 455 p. (ISBN 9781934254332, OCLC 896941914),
- Conductors of Chaos, éd. Picador, 1996
- Out of Everywhere: An anthology of Innovative Female Poets, éd. Reality Street, 1995

## Pour approfondir

#### Articles anglophones
- Jake Kennedy, « NEW! Review of Caroline Bergvall », Verse,‎ 5 octobre 2004 (lire en ligne),
- Christine Hume, « Rockdrill 8: via  | Surrealism Bad Rap », Rain Taxi,‎ printemps 2007 (lire en ligne),
- Brian M. Reed, « ‘Lost Already Walking’: Caroline Bergvall’s ‘Via’ », Jacket 2,‎ octobre 2007 (lire en ligne)
- Justin Hopper, « Performance writer Caroline Bergvall makes one of her two U.S. stops in Pittsburgh », City Paper Pittsburgh,‎ 10 février 2011 (lire en ligne),
- Susan Rudy, « A conversation with Caroline Bergvall », Jacket 2,‎ 7 avril 2011 (lire en ligne),
- Charles Bernstein, « Caroline Bergvall's "Meddle English" », Jacket 2,‎ 13 juillet 2011 (lire en ligne),
- Linda A. Kinnahan, « An Interview with Caroline Bergvall », Contemporary Women's Writing, Volume 5, n°3,‎ 1er novembre 2011 (lire en ligne ),

- Martha Schwendener, « People and Language, All at Sea », The New York Times,‎ 22 janvier 2015 (lire en ligne),
- Kaegan Sparks, « Caroline Bergvall », Art in America,‎ 2 avril 2015 (lire en ligne),,
- Nancy Groves, « A polyphonic dawn chorus in the Essex edgelands », The Guardian,‎ 20 septembre 2016 (lire en ligne),
- Kate Morris, « Considering Collaboration : True collaboration is more than just a word. », F.News Magazine,‎ 30 mars 2016 (lire en ligne),
- Áine McMurtry, « Giving a Syntax to the Cry », Paragraph, vol. 41, no 2,‎ juillet 2018, p. 132-148 (17 pages) (lire en ligne )
- Áine McMurtry, « Sea Journeys to Fortress Europe : Lyric Deterritorializations in Texts by Caroline Bergvall and José F. A. Oliver », The Modern Language Review, vol. 113, no 4,‎ octobre 2018, p. 811-845 (35 pages) (lire en ligne ),
- Greg Nissan, « Terms of Exchange: Caroline Bergvall Interviewed by Greg Nissan », Bomb Magazine,‎ 13 décembre 2019 (lire en ligne),

#### Articles francophones
- Ildiko Dao, « Caroline Bergval, Love Song », Inferno,‎ 19 juin 2015 (lire en ligne),
- Cécile Dalla Torre, « A la rescousse des hommes et des langues », Le Courrier,‎ 14 septembre 2016 (lire en ligne ),
- Rencontre avec Caroline Bergval, par Yvon Bron pour la station de radio RTS, 2016,
- Vincent Broqua, « Après la performance: sur Conference (after Attar) de Caroline Bergvall », Littérature, no 192,‎ décembre 2018, p. 112-124 (13 pages) (lire en ligne ),